# Liste der brasilianischen Botschafter in Tunesien
Die Botschaft befindet sich in Tunis.
| Ernannt       | Name                                       | Bemerkungen | Mensagem Senado Federal | im Senat des Nationalkongress vorgestellt am | ernannt von                          | akkreditiert während der Regierung von | Posten verlassen |
| ------------- | ------------------------------------------ | --- | ----------------------- | -------------------------------------------- | ------------------------------------ | -------------------------------------- | ---------------- |
| 1961          | Walter Wehrs                               | Geschäftsträger |                         |                                              | Jânio Quadros                        | Habib Bourguiba                        |                  |
| 22. Nov. 1961 | Frank de Mendonça Moscoso                  | |                         |                                              | Jânio Quadros                        | Habib Bourguiba                        | 6. Jan. 1965     |
| 1965          | Fernando de Menzes Campos                  | Geschäftsträger |                         |                                              | Humberto Castelo Branco              | Habib Bourguiba                        |                  |
| 30. Jan. 1965 | Hélio de Burgos Cabal                      | |                         |                                              | Humberto Castelo Branco              | Habib Bourguiba                        | 10. Juli 1966    |
| 1966          | Fernando de Menezes Campos                 | Geschäftsträger |                         |                                              | Humberto Castelo Branco              | Habib Bourguiba                        |                  |
| 16. Sep. 1966 | Frederico Chermont Lisboa                  | |                         |                                              | Humberto Castelo Branco              | Habib Bourguiba                        | 1. Nov. 1970     |
| 1970          | Clóvis Corrêa Palmeiro da Fontoura         | Geschäftsträger |                         |                                              | Emílio Garrastazu Médici             | Hédi Nouira                            |                  |
| 1. Jan. 1970  | Adolpho Justo Bezerra de Menezes           | |                         |                                              | Emílio Garrastazu Médici             | Hédi Nouira                            | 31. Dez. 1974    |
| 1. Jan. 1975  | René Haguenauer                            | Geschäftsträger |                         |                                              | Ernesto Geisel                       | Hédi Nouira                            | 26. Jan. 1975    |
| 27. Jan. 1975 | Adolpho Justo Bezerra de Menezes           | |                         |                                              | Ernesto Geisel                       | Hédi Nouira                            | 25. Feb. 1975    |
| 26. Feb. 1975 | René Haguenauer                            | Geschäftsträger |                         |                                              | Ernesto Geisel                       | Hédi Nouira                            | 1. Juli 1975     |
| 2. Juli 1975  | Adolpho Justo Bezerra de Menezes           | |                         |                                              | Ernesto Geisel                       | Hédi Nouira                            | 18. Juli 1975    |
| 19. Juli 1975 | René Haguenauer                            | Geschäftsträger |                         |                                              | Ernesto Geisel                       | Hédi Nouira                            | 17. Okt. 1975    |
| 18. Okt. 1975 | Donatello Grieco                           | |                         |                                              | Ernesto Geisel                       | Hédi Nouira                            | 1981             |
| 1983          | João Frank da Costa                        | |                         |                                              | João Baptista de Oliveira Figueiredo | Mohamed Mzali                          | 1988             |
| 16. Dez. 1992 | Lindolfo Leopoldo Collor                   | [ 1 ] | MSF 356 de 1992         |                                              | Itamar Franco                        | Hamed Karoui                           |                  |
| 16. Juli 1996 | Luiz Jorge Rangel de Castro                | [ 2 ] | MSF 179 de 1996         | 26. Juni 1996                                | Fernando Henrique Cardoso            | Hamed Karoui                           |                  |
| 31. Aug. 2001 | Ruy Antônio Neves Pinheiro de Vasconcellos | [ 3 ] | MSF 142 de 2001         | 15. Aug. 2001                                | Fernando Henrique Cardoso            | Mohamed Ghannouchi                     |                  |
| 7. Nov. 2003  | Sérgio Barcellos Telles                    | [ 4 ] | MSF 192 de 2003         | 22. Okt. 2003                                | Luiz Inácio Lula da Silva            | Mohamed Ghannouchi                     |                  |
| 8. Aug. 2006  | Marília Sardenberg Zelner Gonçalves        | (* 29. April 1942 in Curitiba) Tochter von Ruth S. da Mota Sardenberg und Irto Sardenberg, | MSF 151 de 2006         | 2. Aug. 2006                                 | Luiz Inácio Lula da Silva            | Mohamed Ghannouchi                     |                  |
| 15. Mai 2008  | Elim Saturnino Ferreira Dutra              | (* 22. Januar 1942 in Bom Jesus (Rio Grande do Sul)) Sohn von Neli Ferreira Dutra und Ademar Costa Dutra, 2001 Botschafter in Stockholm, 2004: Botschafter in Kairo                                      | MSF 59 de 2008          | 22. Apr. 2008                                | Luiz Inácio Lula da Silva            | Mohamed Ghannouchi                     |                  |
| 15. Juli 2010 | Luiz Antônio Fachini Gomes                 | (* 29. Oktober 1945 in Cataguases Minas Gerais) Sohn von Maria Juraci Fachini Gomes und Ateniense Ferraz Gomes, 14. Dezember 2004: Botschafter in Teheran, 17. März 2008: Botschafter in Guatemala-Stadt | MSF 118 de 2010         | 6. Juli 2010                                 | Luiz Inácio Lula da Silva            | Mohamed Ghannouchi                     |                  |
| 26. Juni 2013 | Julio Glinternick Bitelli                  | (* 3. Dezember 1960 in Santo André (São Paulo)) Sohn von Rosemary Glinternick Bitelli und Agostinho de Souza Bitenelli                                                                                   | MSF 4 de 2013           | 8. Mai 2013                                  |                                      |                                        |                  |